# عنابه
عنابه (به عربی: عنابة) شهری در استان عنابه واقع در کشور الجزایر است که در سال ۱۹۹۸ میلادی ۳۴۸٫۵۵۴ نفر جمعیت داشته و جمعیت آن در سال ۲۰۰۵ میلادی به ۳۸۳٫۵۰۴ نفر رسیده‌است.
نام قدیم این شهر بونه بوده است.